# Hymenaea courbaril

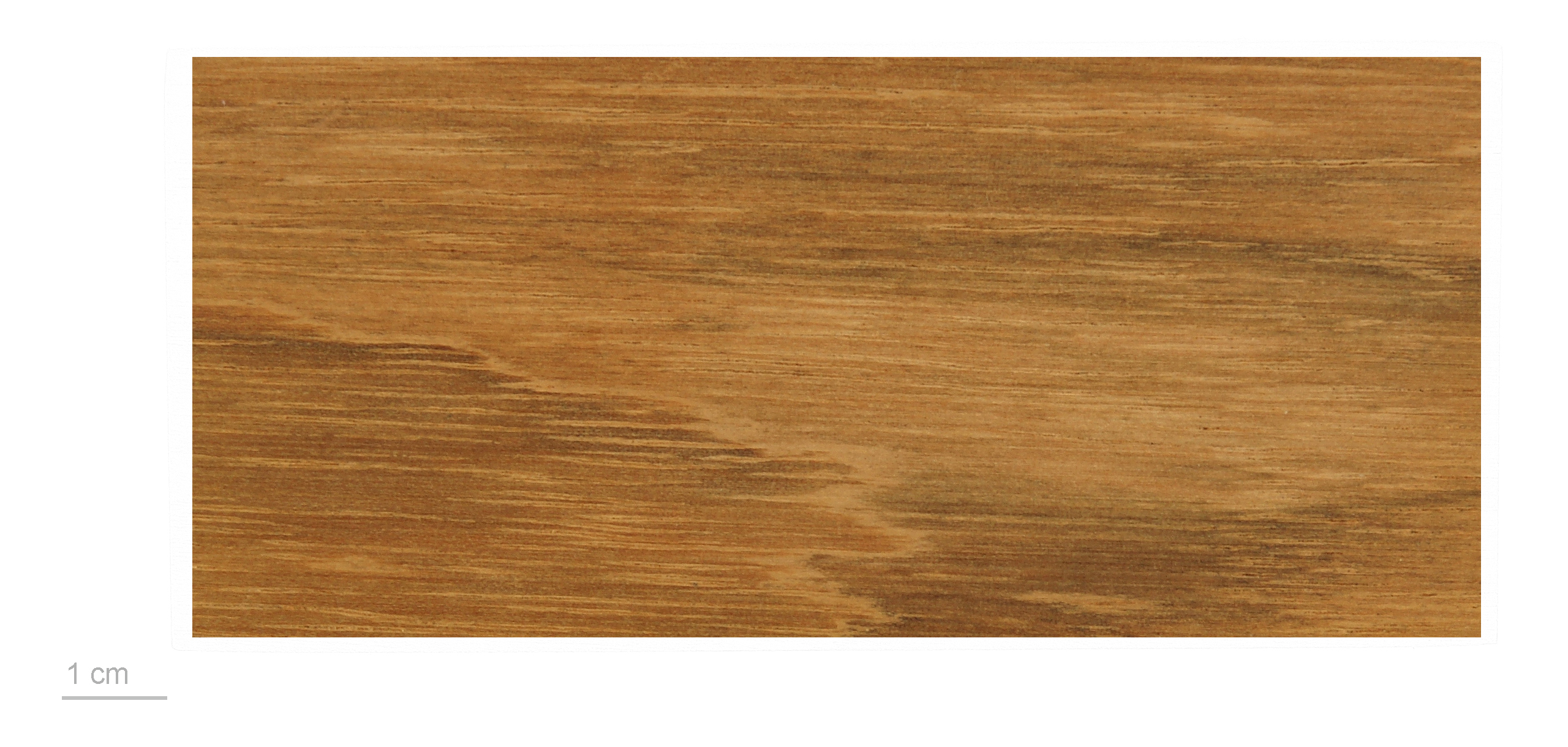
Drewno

Hymenaea courbaril L. – gatunek drzewa z rodziny bobowatych (Fabaceae). Powszechnie występuje w Środkowej i Południowej Ameryce.

## Morfologia
Osiąga wysokość do 30 metrów. Pochodzące z niego drewno wykorzystywane jest do produkcji podłóg i mebli.